# Progne
Genre
Le genre Progne comprend neuf espèces d'hirondelles  réparties à travers le continent américain.
Le nom de ce genre vient du mythe grec de Philomèle et Procné où l'une des sœurs est métamorphosée en hirondelle, l'autre en rossignol.

## Liste des espèces
D'après la classification de référence du Congrès ornithologique international (ordre phylogénique) :
- Progne chalybea (J.F. Gmelin, 1789) – Hirondelle chalybée
- Progne cryptoleuca (Baird, 1865) – Hirondelle de Cuba
- Progne dominicensis (J.F. Gmelin, 1789) – Hirondelle à ventre blanc
- Progne elegans (Baird, 1865) – Hirondelle gracieuse
- Progne modesta (Gould, 1838) – Hirondelle sombre
- Progne murphyi (Chapman, 1925) – Hirondelle de Murphy
- Progne sinaloae (Nelson, 1898) – Hirondelle du Sinaloa
- Progne subis (Linnaeus, 1758) – Hirondelle noire
- Progne tapera (Linnaeus, 1766) – Hirondelle tapère